# Volby do zastupitelských orgánů Československa 1960
Volby do zastupitelských orgánů Československa 1960 se konaly v Československu 12. června 1960. 

## Popis voleb a dobových souvislostí
Šlo o předposlední volby konané v Československu před provedením federalizace Československa a nástupem normalizace. Jednalo se o v pořadí první jednotně konané volby do zastupitelských orgánů Československa, kdy se během jednoho volebního aktu rozhodovalo o složení zastupitelských sborů na všech úrovních. 
V rámci voleb proběhly volby do následujících sborů: 
- volby do místních národních výborů a městských národních výborů (včetně obvodních národních výborů)
- volby do okresních národních výborů
- volby do krajských národních výborů
- volby do Slovenské národní rady
- volby do Národního shromáždění

Volby skončily jednoznačným vítězstvím jednotné kandidátní listiny Národní fronty, která získala do Národního shromáždění 99,86 % hlasů. Kandidáti do národních výborů na všech úrovních obdrželi 99,76 % hlasů. Pro kandidáty do Slovenské národní rady hlasovalo 99,79 % voličů.